# 穆瓦萨克贝勒维
穆瓦萨克贝勒维（法語：Moissac-Bellevue，法語發音：[mwasak bɛlvy]）是法国普罗旺斯-阿尔卑斯-蓝色海岸大区瓦尔省的一个市镇，属于布里尼奥勒区。

## 地理
穆瓦萨克贝勒维（43°39'10"N, 6°10'0"E）面积20.59 平方千米，位于法国普罗旺斯-阿尔卑斯-蓝色海岸大区瓦尔省，该省份为法国东南部沿海省份，北起上普罗旺斯阿尔卑斯省，西北角与沃克吕兹省接壤，西接罗讷河口省，南濒地中海，东临滨海阿尔卑斯省。
与穆瓦萨克贝勒维接壤的市镇（或旧市镇、城区）包括：欧普斯、博迪昂、福克斯昂富、雷居斯、韦里尼翁。

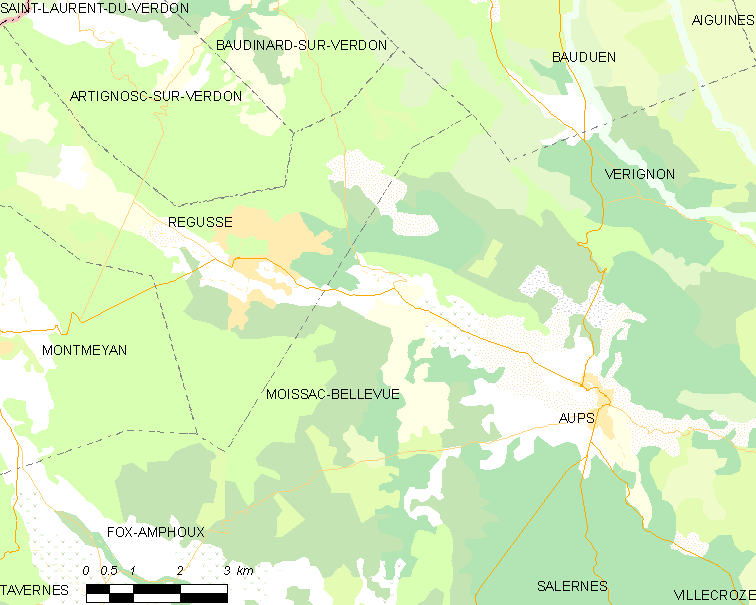
穆瓦萨克贝勒维的OSM定位图

穆瓦萨克贝勒维的时区为UTC+01:00、UTC+02:00（夏令时）。

## 行政
穆瓦萨克贝勒维的邮政编码为83630，INSEE市镇编码为83078。

## 政治
穆瓦萨克贝勒维所属的省级选区为弗拉约斯克县。

## 人口

1962-2008年间穆瓦萨克贝勒维人口变化图示

穆瓦萨克贝勒维于2022年1月1日时的人口数量为309人。